# Scodionista araxina
Scodionista araxina là một loài bướm đêm trong họ Geometridae.